# Traditional Anglican Communion
Traditional Anglican Communion (TAC) är en internationell kyrkogemenskap av anglikanska kyrkor, grundad 1991. Man accepterar St. Louis-deklarationen från 1977.
Med sina 400 000 medlemmar är man den största anglikanska grupperingen utanför den stora anglikanska kyrkogemenskapen.
Vid ett möte i Portsmouth, Storbritannien 2007, beslutade TAC:s biskopskollegium att hänvända sig till Vatikanen med en begäran om full nattvardsgemenskap med den Romersk-katolska kyrkan. 
Påven accepterade denna begäran, på vissa villkor men den 1 mars 2012 meddelade biskoparna att TAC inte kommer att ingå nattvardsgemenskap med Rom. 

## Ärkebiskopar
- Louis Falk, från 1991
- John Hepworth, från 2002
- Samuel P Prakash, från 2012

## Medlemskyrkor
- Anglican Church in America
- Anglican Catholic Church of Canada
- Missionary Diocese of Central America
- Missionary Diocese of Puerto Rico
- Anglican Church in Southern Africa - Traditional Rite
- Church of Umzi Wase Tiyopia
- Continuing Anglican Communion in Zambia
- The Missionary Christian Church of Kenya
- Anglican Church of India
- Orthodox Church of Pakistan
- Nippon Kirisuto Sei Ko Kai
- Traditional Anglican Church (England)
- Church of Ireland - Traditional Rite
- Anglican Catholic Church in Australia
- Church of Torres Strait